# Élection du président du Parti travailliste écossais en 2014
L'élection du président du Parti travailliste écossais en 2014 a eu lieu du 17 novembre 2014 au 13 décembre 2014 pour élire le nouveau président et président adjoint du Parti travailliste écossais à la suite de la démission de Johann Lamont et d'Anas Sarwar. Jim Murphy est élu président du parti et Kezia Dugdale, vice-présidente.

## Présidence

### Candidats

Soutiens des candidats.

| Nom | Nom | Nom          | Mandat(s) |
| --- | --- | ------------ | --- |
|     |     | Jim Murphy   | Secrétaire d'État au Développement international du cabinet fantôme britannique (2013-2014) Député pour East Renfrewshire (depuis 2005) |
|     |     | Neil Findlay | Député pour le Lothian (depuis 2011) |
|     |     | Sarah Boyack | Député pour le Lothian (depuis 2011) |

### Résultats

Résultats.

|  | Jim Murphy   | 22,36 % | 20,14 % | 13,26 % | 55,77 % |
|  | Neil Findlay | 6,75 %  | 10,89 % | 17,34 % | 34,99 % |
|  | Sarah Boyack | 4,22 %  | 2,30 %  | 2,73 %  | 9,24 %  |

## Vice-Présidence

### Candidats
| Nom | Nom | Nom           | Mandat(s)                                          |
| --- | --- | ------------- | -------------------------------------------------- |
|     |     | Kezia Dugdale | Député pour le Lothian (depuis 2011)               |
|     |     | Katy Clark    | Député pour North Ayrshire and Arran (depuis 2005) |

### Résultats
|  | Kezia Dugdale | 28,63 % | 22,22 % | 12,13 % | 62,89 % |
|  | Katy Clark    | 4,70 %  | 11,22 % | 21,20 % | 37,11 % |